# Nagy-Bihar
A Nagy-Bihar (románul: Curcubăta Mare) a legmagasabb hegy a Nyugati-Kárpátokban. Bihar megye délkeleti részén található, a Fehér megyei határ közelében, Romániában. 1849 méter magas és a Bihar-hegység legmagasabb hegye.

## Fordítás
Ez a szócikk részben vagy egészben  a   Vârful Curcubăta Mare, Munții Bihorului című román Wikipédia-szócikk fordításán alapul.  Az eredeti cikk szerkesztőit annak laptörténete sorolja fel. Ez a jelzés csupán a megfogalmazás eredetét és a szerzői jogokat jelzi, nem szolgál a cikkben szereplő információk forrásmegjelöléseként.